# BMW Seria 1
BMW Seria 1 este o gamă de mașini executive subcompacte (segmentul C) comercializate de BMW din 2004. Este succesorul BMW Seria 3 Compact și se află în prezent la a treia generație. 

## Prima generație (E81/E82/E87/E88; 2004)

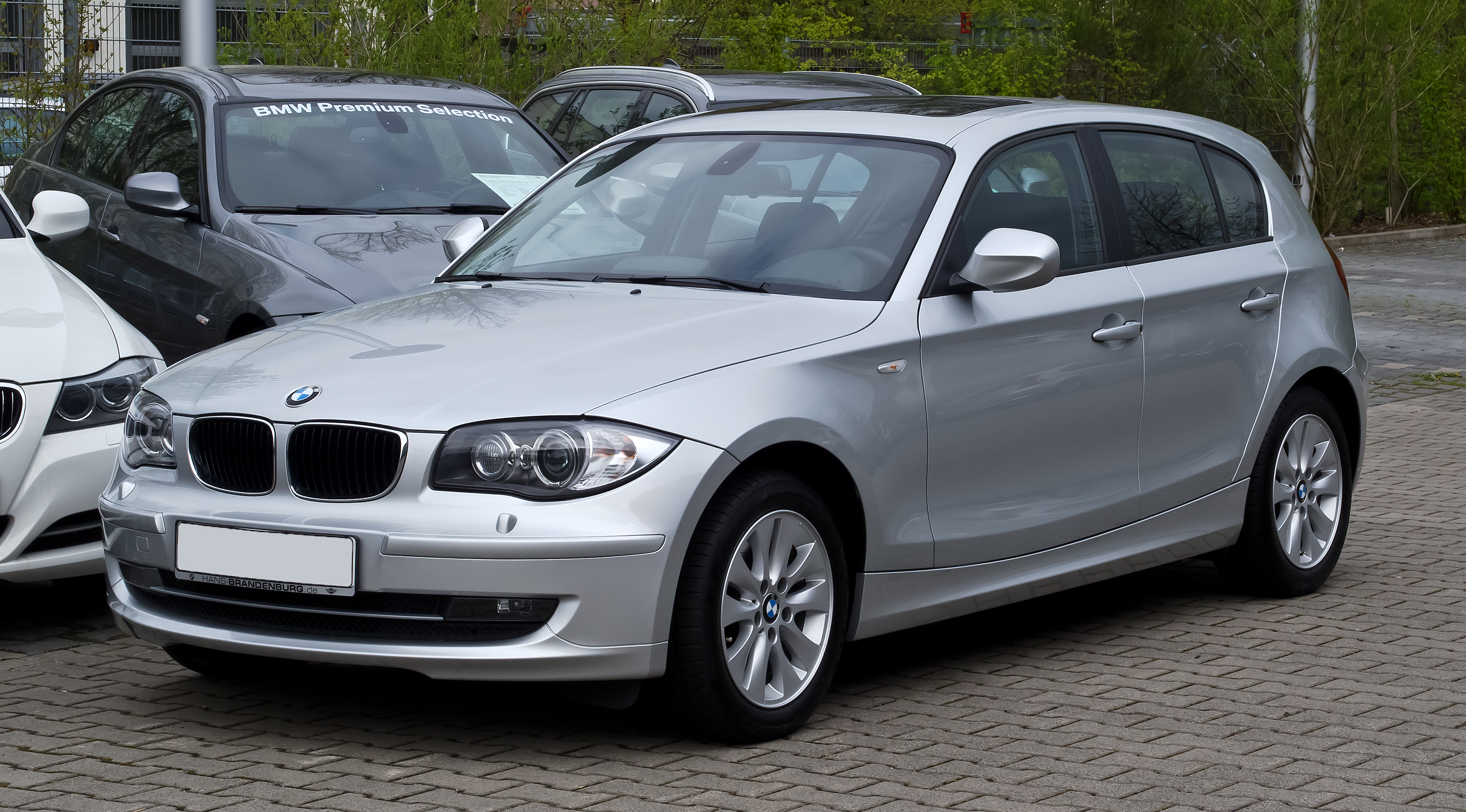
BMW Seria 1 (E87)

Poziționată ca model de bază în gama BMW, prima generație a fost produsă în stiluri de caroserie hatchback, coupé și decapotabilă.
Din 2014, modelele coupé și decapotabile au fost comercializate separat ca Seria 2, prin urmare gama Seria 1 nu mai include aceste stiluri de caroserie.